# Stanisław Mikke

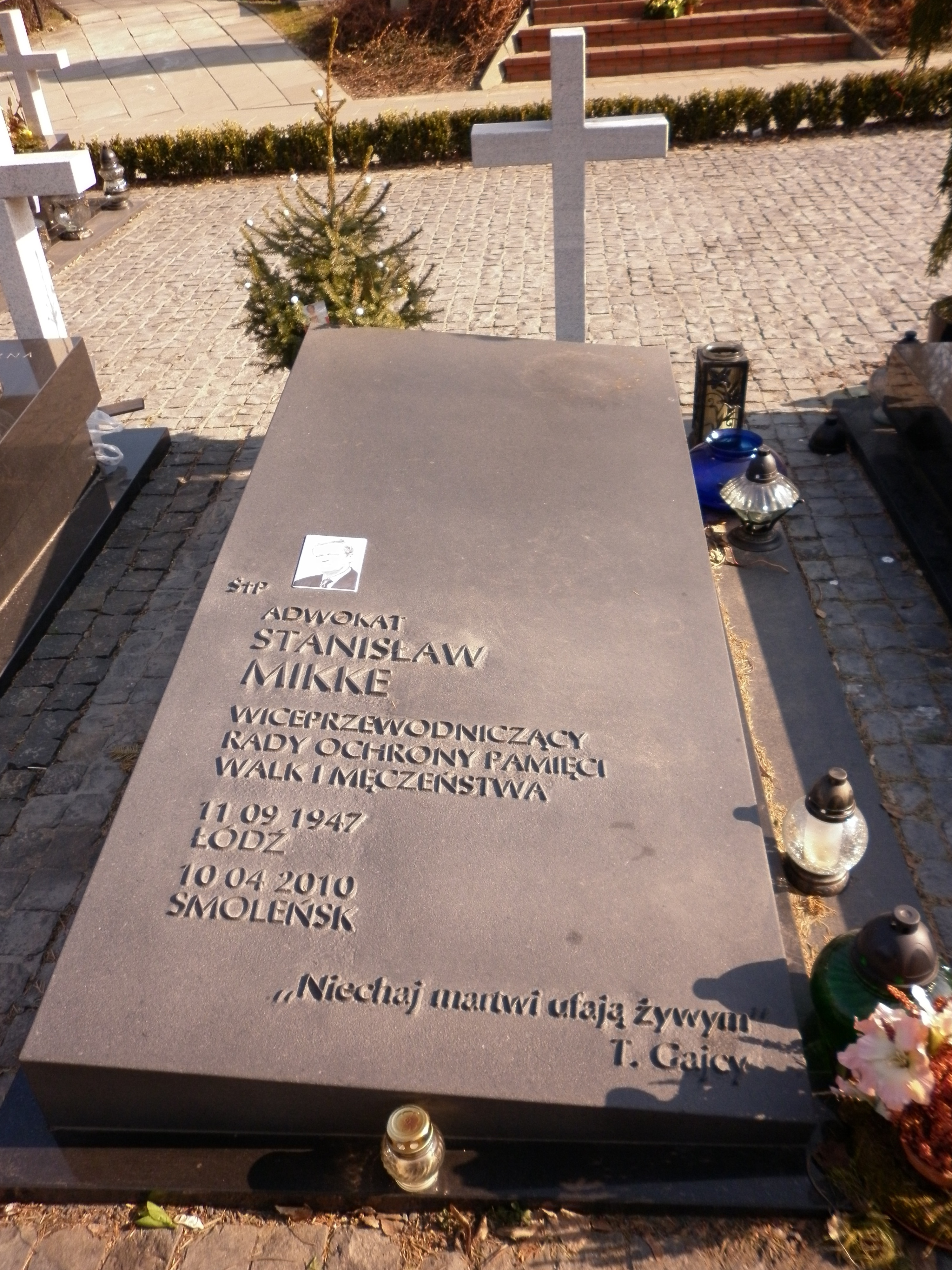
Grób na wojskowych Powązkach

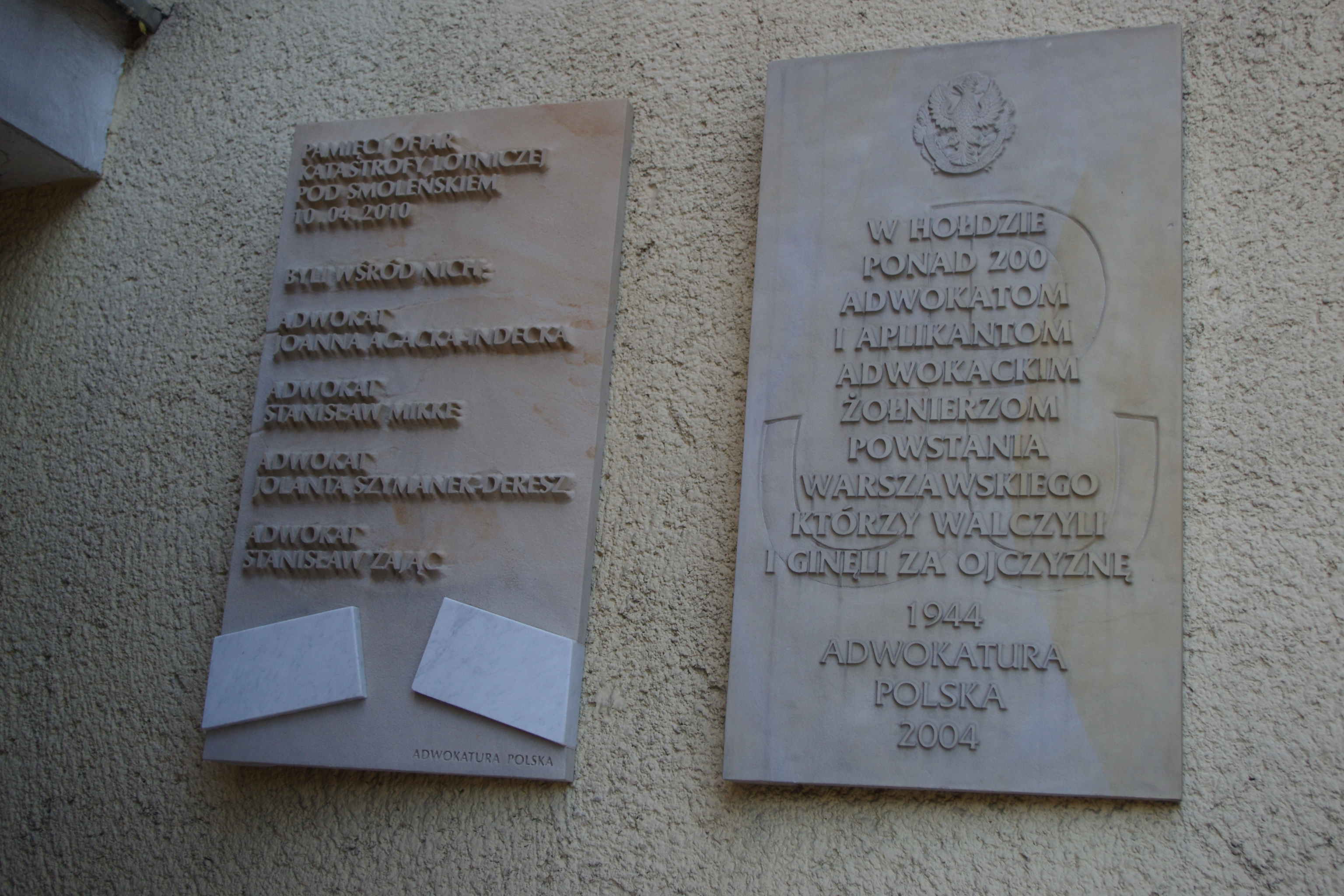
Tablica upamiętniająca adwokatów, którzy zginęli w katastrofie smoleńskiej na budynku Naczelnej Rady Adwokackiej przy
ul. Świętojerskiej 16 w Warszawie

Stanisław Wojciech Mikke (ur. 11 września 1947 w Łodzi, zm. 10 kwietnia 2010 w Smoleńsku) – polski adwokat, sędzia Trybunału Stanu, prawnik, pisarz, działacz społeczny, wiceprzewodniczący Rady Ochrony Pamięci Walk i Męczeństwa, redaktor naczelny miesięcznika „Palestra”.

## Życiorys
Absolwent II Liceum Ogólnokształcącego im. Romualda Traugutta w Częstochowie. Ukończył prawo na Uniwersytecie Warszawskim. Swoje dorosłe zawodowe życie związał z Warszawą, ale rozpoczął pracę jako prawnik w prokuraturze w Częstochowie.
Od lat 80. pracował jako adwokat w Warszawie. Działał w samorządzie adwokackim. Był członkiem Okręgowej Rady Adwokackiej w Warszawie, gdzie prowadził szkolenia dla aplikantów. W latach 1993–2010 był redaktorem naczelnym miesięcznika „Palestra”. Od roku 1998 przewodniczył Komisji Etyki przy Naczelnej Radzie Adwokackiej. W latach 1997–2001 był sędzią Trybunału Stanu. 
Od 2000 zasiadał w radzie naukowej Ośrodka Badawczego Adwokatury im. adw. Witolda Bayera. W 2008 był inicjatorem i współtwórcą wystawy i albumu Adwokaci polscy Ojczyźnie, a w 2010 wystawy Adwokaci – Ofiary Katynia przy kościele św. Anny w Warszawie (kwiecień 2010) i w Alejach Ujazdowskich (maj 2010). Przez trzy kadencje był wiceprzewodniczącym Rady Ochrony Pamięci Walk i Męczeństwa – zastępcą Władysława Bartoszewskiego.
Zaangażowany w ujawnienie zbrodni katyńskich. Brał udział w pracach ekshumacyjnych ofiar zbrodni katyńskiej w Katyniu, Charkowie, Miednoje i Bykowni. Efektem tych prac były dwie książki, w tym Śpij, mężny... w Katyniu, Charkowie i Miednoje, której drugie, poszerzone wydanie opuściło prasę drukarską 9 kwietnia 2010. Pierwsze egzemplarze zabrał z sobą do samolotu lecącego 10 kwietnia 2010 na uroczystości do Katynia. Ponadto opublikował książki: Dopóki żyję, nie nadejdzie, Słodkie cytryny, a także kilkaset felietonów o tematyce społeczno-prawnej oraz liczne opowiadania.
Był konsultantem filmów Krzysztofa Kieślowskiego: Dekalog V, Krótki film o zabijaniu oraz Bez końca. Krótki film o zabijaniu zainspirowany został jego opowiadaniem.
Zginął 10 kwietnia 2010 w katastrofie polskiego samolotu Tu-154M w Smoleńsku w drodze na obchody 70. rocznicy zbrodni katyńskiej.
26 kwietnia został pochowany w Kwaterze Smoleńskiej na Cmentarzu Wojskowym na Powązkach w Warszawie (kwatera K II, rząd 1, grób 8). Jego ciało zostało ekshumowane w nocy z 27 na 28 marca 2017 w związku z prowadzonym w Prokuraturze Krajowej śledztwem w sprawie katastrofy smoleńskiej.

## Odznaczenia i upamiętnienie
W 1995 otrzymał odznakę Adwokatura Zasłużonym oraz Złoty Medal „Opiekun Miejsc Pamięci Narodowej”. W 2001 odznaczony został Krzyżem Kawalerskim Orderu Odrodzenia Polski. 16 kwietnia 2010 został pośmiertnie odznaczony Krzyżem Komandorskim z Gwiazdą Orderu Odrodzenia Polski. Tego samego dnia pośmiertnie został wyróżniony Medalem „Zasłużony dla Wymiaru Sprawiedliwości – Bene Merentibus Iustitiae”. W 2011 pośmiertnie wyróżniono go Nagrodą im. Edwarda J. Wende.
4 kwietnia 2012 na budynku siedziby Naczelnej Rady Adwokackiej przy ul. Świętojerskiej 16 w Warszawie odsłonięto tablicę pamiątkową poświęconą czterem ofiarom katastrofy smoleńskiej pochodzącym ze środowiska adwokackiego, w tym Stanisławowi Mikke.
25 lutego 2016 Rada m.st. Warszawy na wniosek Naczelnej Rady Adwokackiej nadała nazwę Stanisława Mikkego ulicy położonej po wschodniej stronie ul. Czerniakowskiej, w bezpośrednim sąsiedztwie sądów gospodarczych.

## Publikacje książkowe
- Śpij, mężny... w Katyniu, Charkowie i Miednoje, przedmowa Zbigniew Brzeziński (1998, wyd. 2 uzup. 2010, wyd. 3, z przedmową Andrzeja Michałowskiego, Wydawnictwo LTW 2011)
- Dopóki żyję, nie nadejdzie (1982)
- Słodkie cytryny (1987)
- Skorpion czeka na mordercę (1989)
- Spadek po bigamiście (1991)
- Bez togi... o prawie, historii, psychologii oraz obowiązkach względem Ojczyzny i Adwokatury, oprac. Adam Redzik (2011)